# Herrljunga pastorat
Herrljunga pastorat var ett flerförsamlingspastorat i Kullings kontrakt, Skara stift. Pastoratet omfattade samtliga församlingar inom Herrljunga kommun. 2021 uppgick samtliga församlingar i Herrljungabygdens församling vilken utgör ett eget pastorat med namnet Herrljunga pastorat.
Pastoratet bestod från 2010 till 2021 av:
- Herrljunga församling
- Herrljunga landsbygdsförsamling
- Östra Gäsene församling
- Hudene församling
- Hovs församling

För tiden före 2010 se Herrljunga församling.